# Eine Untersuchung über die Prinzipien der Moral
An Enquiry Concerning the Principles of Morals (deutsch Eine Untersuchung über die Prinzipien der Moral) ist eine Monografie von David Hume, einem bedeutenden schottischen Philosophen der Aufklärung. Hume verfasste das Werk 1751 als Überarbeitung seines Erstlingswerks A Treatise of Human Nature.

## Inhalt

### Die Tugenden
Im Menschen gibt es eine grundlegende moralische Haltung, wobei sich die Frage stellt, ob allgemein gültige moralische Prinzipien existieren. Um dies herauszufinden, wählt Hume das Experiment um die Wurzeln der Moral – also Verstand oder Gefühl – zu erforschen.
In jeder Sprache dieser Welt gibt es Wörter, die Güte, Freundlichkeit oder Dankbarkeit eines Menschen ausdrücken. Diese Begriffe sind auch in jedem Kulturkreis positiv besetzt. Menschen mit diesen Eigenschaften sind für eine Gesellschaft nützlich, weswegen diese Eigenschaften als „gut“ – also moralisch – gelten.
Das experimentelle Vorgehen Humes soll hier exemplarisch anhand der Tugend „Gerechtigkeit“ zusammengefasst werden:
Die Tugend der Gerechtigkeit lässt sich auf den Gesellschaftsnutzen zurückführen. Hierfür werden zwei unterschiedliche Situationen angenommen, bei denen die Gerechtigkeit keine Rolle spielt:
1. Alle Menschen können ihre Bedürfnisse ohne jede Einschränkung befriedigen; hier ist Gerechtigkeit nicht nötig, da es für jeden jederzeit möglich ist, seine Wünsche zu befriedigen.
2. In einer Situation, in der niemand seine Bedürfnisse ohne Hindernisse befriedigen kann, spielt Gerechtigkeit ebenfalls keine Rolle, da jeder durch seinen Selbsterhaltungstrieb gesteuert wird, und so auch das Wohl der Anderen keine Rolle mehr spielt.

In beiden Situationen ist somit die Gerechtigkeit völlig unbedeutend, weil sie für die jeweilige Gesellschaft nicht nützlich ist. In einer realen Gesellschaft hingegen ist Gerechtigkeit nützlich und gilt somit auch als Tugend.
Gerechtigkeit ist nach Hume aber nicht Gleichheit. Gerechtigkeit schließt auch das Recht auf Besitz mit ein, da es eine vollkommene Gleichheit aller Menschen nicht geben kann. Selbst wenn alle Güter gerecht verteilt wären, wären einige Menschen aufgrund ihrer Fähigkeiten anderen überlegen. Deshalb ist auch die Errichtung einer Gesellschaft, in der alle gleich sind, nicht förderlich für diese Gesellschaft: Den befähigteren Menschen fehlt der Ansporn, ihre Fähigkeiten zum Wohl der Gemeinschaft einzusetzen.

### Die bürgerliche Gesellschaft
Würden sich alle Menschen tugendhaft verhalten, so wäre eine politische Ordnung überflüssig. Da sich in einer realen Gesellschaft nicht alle Menschen tugendhaft verhalten, liegt die Legitimation der Regierung darin, den Nutzen der Tugend durch ihr Handeln zu schaffen.
Die durch die politische Ordnung geschaffenen Gesetze und Regeln sind für die Gesellschaft ebenso verbindlich wie Tugenden, da sie für die Gesamtheit Nutzen bringen. Für jede Situation gibt es geschriebene und ungeschriebene Regeln, ohne die eine Gesellschaft keinen Bestand haben könnte.

### Nützliche und angenehme Tugenden
Besonnenheit, Fleiß, Sparsamkeit, Rücksichtnahme und Ordnung sind nur einige der Tugenden, die sich für eine Gesellschaft als nützlich erweisen.
Angenehme – also zwar nicht nützliche, dafür aber positiv besetzte – Tugenden sind beispielsweise Heiterkeit, Mut oder Höflichkeit.
Die meisten der künstlich erdachten Tugenden bringen der Gesellschaft weder Nutzen, noch werden sie als angenehm empfunden, beispielsweise eine mönchische Klosterregel oder der Zölibat.
Um wahre Tugenden zu erkennen, benötigt man nach Hume folglich beides, Verstand und Gefühl. Der Verstand entscheidet über die Nützlichkeit, das Gefühl und die Neigung des Menschen, Gutes zu tun, treffen die moralisch richtige Entscheidung.

## Aufbau und Stil
Das Werk besteht aus zwei Teilen: dem eigentlichen Aufsatz und einem Anhangteil. Obwohl es sich um die Überarbeitung seines Erstlingswerkes handelt, ist der Text sprunghaft, unsystematisch und mit vielen Abschweifungen versehen. Ein häufiges Stilmittel dieses Essays ist die rhetorische Frage, mit der der Verfasser versucht, seinen Leser aktiv in die Erforschung der Moral miteinzubeziehen.

## Interpretationsmöglichkeiten
Moral basiert auf konkreten Erfahrungen eines Menschen oder einer Gesellschaft, nicht auf der Vernunft. Somit bestimmt nicht mehr die Religion die Moral, sondern die Gesellschaft: alles was für eine Gesellschaft nützlich ist, ist auch moralisch gut besetzt. Folglich ist auch nur das an der Religion gut, was für die Gesellschaft nützlich ist.
Im Gegensatz zu Descartes oder Kant vertritt Hume die Ansicht, dass sich moralische Haltungen im Lauf der Zeit weiterentwickeln.
Zudem sieht Hume in seinem Werk die Auswirkung eines möglichen Sozialismus voraus: „In einem System, in dem alle gleich sind, verbreitet sich die Armut, da es für befähigte Menschen keinen Ansporn mehr gibt, Leistung zu erbringen.“

## Entstehungsgeschichte
Humes Untersuchung über die Prinzipien der Moral erschien 1751 in London. Dieses Werk betrachtete er selbst als seine beste Veröffentlichung.
1749 hatte Hume mit der Arbeit an diesem Werk begonnen und sie innerhalb eines Jahres beendet. Die in heutigen Ausgaben im Anhang abgedruckten Teile waren in der Erstveröffentlichung noch nicht aus dem eigentlichen Essay ausgegliedert. Nach mehreren Überarbeitungen Humes erschien das Werk postum 1777 erstmals in seiner heute bekannten Fassung.

## Wirkungsgeschichte
Humes Essaystil wurde von vielen Philosophen, beispielsweise Kant, als vorbildlich betrachtet.
Die Behauptung „Moralisch ist nur das, was nützlich ist“, greift dem Utilitarismus voraus. Aber auch Adam Smith und Immanuel Kant griffen auf das Werk Humes zurück.
Deutsche Übersetzung: Eine Untersuchung über die Prinzipien der Moral. Stuttgart (Reclam) 2012.